# Zhi-Vago
«Zhi-Vago» — німецький музичний дрім-хаус проект, що існував з 1996 по 2002 роки.
Ідея створення проекту належить продюсерам Клаудіо Маньоне і Готфріду Енгельсу. Перші два сингли (які згодом отримали найбільшу популярність) були записані з вокалом Джоан Вілсон; інші сингли були записані з вокалом Елізи Явуз, Саймона і Сінді Гебріел.
Протягом свого існування колектив не проявляв великої творчої активності: гурт припинив існування до 2002 року, так і не видавши жодного повноцінного альбому.
Найбільш відомою композицією «Zhi-Vago» є «Celebrate (The Love)», видана 1996 року, яка мала успіх в чартах декількох європейських країн. Наступний сингл, «Dreamer», став відомим хіба що у Франції. Випуск усіх наступних пісень виявився майже непоміченим слухачами.

## Дискографія

### Сингли
| 1996                                              | «Celebrate (The Love)»  | 15 | 16 | 25 | 8  | 18 | 36 | 9 |
| 1996                                              | «Dreamer»               | —  | —  | —  | 30 | 49 | —  | — |
| 1996                                              | «With or Without You»   | —  | —  | —  | —  | —  | —  | — |
| 1997                                              | «Teardrops from Heaven» | —  | —  | —  | —  | —  | —  | — |
| 2000                                              | «On My Mind»            | —  | —  | —  | —  | —  | —  | — |
| «—» означає відсутність релізу в будь-якому чарті |                         |    |    |    |    |    |    |   |